# Smaky
Smaky — серия персональных компьютеров и сопутствующей операционной системы, разработанных профессором Жаном-Даниелем Никодом в Федеральной политехнической школе Лозанны в Швейцарии, начиная с 1974 года. Компьютеры использовались в Федеральной политехнической школе Лозанны и швейцарских школах. Название происходит от словосочетания «SMArt KeYboard», отражающего форм-фактор, который содержал компактную материнскую плату, которая размещалась в том же корпусе, что и клавиатура.
Первые 3 модели, Smaky 1, Smaky 2 и Smaky 4, были созданы на основе микропроцессора Intel 8080. Smaky 3 был прототипом, который не был закончен. С 1978 года в Smaky стали использовать 8-битный микропроцессор Zilog Z80. В этот период был создан переносной Smaky, который был похож на переносные компьютеры Osborne. В 1981 году опять изменился процессор платформы. На этот раз на 32-битный Motorola 68000. Была написана новая операционная система под названием Psos, которая разрабатывалась специально для Smaky, и использовалась на всех последующих моделях.
Работы над развитием аппаратного обеспечения для Smaky прекратились в 1995 году. Эмулятор Smaky для Microsoft Windows был разработан в 2000 году.

## Фотографии
- Smaky 4 (прототип)
- Компьютерная мышь для Smaky, изобретённая Жаном-Даниелем Никодом и Андре Гинардом.
- Smaky 6
- Smaky 100